# Bal mascat la Operă
Bal mascat la Operă este o pictură în ulei pe pânză din 1873 a pictorului francez Édouard Manet. Acum se află în National Gallery of Art, căreia i-a fost oferită de doamna H. Havemayer în 1982.
Artistul și-a făcut schițele pregătitoare pentru asta participând la viața operei din 12 rue Le Peletier din arondismentul 9 din Paris - această clădire a fost dărâmată de un incendiu în acel an. Apoi a realizat tabloul în studioul său de pe rue d'Amsterdam, unde se mutase cu puțin timp înainte. Subiectul său amintește de Muzică la Tuileries (1862), pictură a aceluiași artist, mai mulți dintre prietenii săi pozând pentru ambele lucrări în studioul său, în special colecționarul de artă Hecht și compozitorul Emmanuel Chabrier.